# Handianus potanini
Handianus potanini är en insektsart som beskrevs av Melichar 1900. Handianus potanini ingår i släktet Handianus och familjen dvärgstritar. Inga underarter finns listade i Catalogue of Life.